# Saw Delight
Flow Motion — восьмий студійний альбом німецького рок-гурту Can, в якому беруть участь два нових музиканти, колишні учасники гурту Traffic, Роско Ґі та Ребоп Кваку Баа, а басист Can Хольгер Чукай відмовився від бас-гітари на користь експериментальних ефектів. Він був зроблений як бінауральний запис.

## Трек-лист
| Сторона 1 | Сторона 1                | Сторона 1  |
| #         | Назва                    | Тривалість |
| --------- | ------------------------ | ---------- |
| 1.        | «Don't Say No»           | 6:36       |
| 2.        | «Sunshine Day and Night» | 5:52       |
| 3.        | «Call Me»                | 5:51       |

| Сторона 2 | Сторона 2      | Сторона 2  |
| #         | Назва          | Тривалість |
| --------- | -------------- | ---------- |
| 4.        | «Animal Waves» | 15:29      |
| 5.        | «Fly by Night» | 4:08       |

## Персоналії
Can
- Хольгер Чукай — приймач хвиль, специфічні звуки, вокал (1)
- Міхаель Каролі — гітара, електрична скрипка, вокал (1, 5)
- Яки Лібецайт — барабани, вокал (1)
- Ірмін Шмідт — клавішні, Alpha 77, вокал (1)
- Роско Ґі — бас, вокал (1, 3)
- Ребоп Кваку Баа — перкусія, вокал (1)